# Villasanta
Villasanta là một đô thị ở tỉnh Monza và Brianza, vùng Lombardia của Italia, khoảng 20 km về phía đông bắc của Milano. Tại thời điểm ngày 31 tháng 12 năm 2004, đô thị này có dân số 13.210 và diện tích là 4,9 km².
Đô thị Villasanta gồm các frazione (đơn vị cấp dưới, chủ yếu là thôn làng) La Santa (sede comunale) và San Fiorano e Sant'Alessandro.
Villasanta giáp các đô thị: Arcore, Biassono, Monza, Concorezzo.